# Naco (Honduras)
Naco es un pueblo de Honduras.
Se encuentra a 32 km al suroeste de San Pedro Sula y a 88 km también al suroeste de Puerto Cortés, que a su vez es el puerto marítimo más grande de Centroamérica.

## Aeropuertos más cercanos
- Aeropuerto La Mesa (SAP) en San Pedro Sula (Honduras), a 45 km
- Aeropuerto de Tela (TEA), Tela (Honduras), a 137 km
- Puerto Barrios (Guatemala), a 90 km
- Bananera (Guatemala), a 111 km

## Ciudades cercanas
- San Pedro Sula
- Aeropuerto Internacional Ramón Villeda Morales
- San José de Colinas
- Santa Cruz de Yojoa
- Puerto Barrios (Guatemala)
- Lago de Yojoa
- Puerto Cortés
- El Cajón-Talsperre
- San Francisco de Ojuera
- Trinidad de Copán
- Livingston (Guatemala)
- Bahía de Amatique
- Tela
- Jardín botánico Lancetilla
- Santa Rosa de Copán
- Quiriguá (Patrimonio de la Humanidad)

## Poblaciones más cercanas
Los asentamientos y pueblos más cercanos son:
- El Papayo: 0 km
- El Urraco: 0 km
- La Sierra: 0 km
- Los Colucos: 5,8 km
- La Esperanza: 5,8 km
- San Bartolo: 6,3 km
- Cofradía: 7,3 km

- Las Flores: 6,3 km
- La Champa: 6,3 km
- Acequia: 6,3 km
- Guasma Paz: 6,4 km
- Guasma Becker: 6,4 km
- Agua Sucia: 6,4 km
- La Guasma: 8,4 km
- Santa Elena: 8,4 km
- Jutiapa: 8,7 km
- La Ceibita: 8,7 km
- Cacao Abajo: 8,9 km
- Ladrillo: 9,1 km
- Manchaguala: 9,1 km
- San José de la Majada: 9,1 km
- San Lorenzo: 11,6 km
- Ringa: 11,6 km
- Duarte: 11,6 km
- Calanar: 11,6 km
- Mayén: 11,6 km
- El Colorado: 11,9 km
- Las Sánchez: 12,1 km
- Palos Blancos: 12,1 km
- El Perú: 12,6 km
- El Enganche: 12,9 km
- Palmarejo: 12,9 km
- La Ceibita: 14 km
- La Pita: 14 km
- El Cacao: 14,3 km
- Jocomico: 14,3 km
- El Zapotal del Sur: 14,3 km
- El Córbano: 14,3 km
- La Ceibita: 14,3 km
- La Laguna: 14,7 km
- Laguna de Bañaderos: 14,7 km
- San Antonio del Perú: 15,2 km
- El Guayabo: 15,5 km
- Buena Vista: 16,7 km

## Corrientes de agua y ríos cercanos
- río San Bartolo: 6,3 km
- río Negro: 6,3 km
- río Naco: 6,3 km
- quebrada La Puerta: 6,3 km
- quebrada San Lorenzo: 8,4 km
- quebrada Aguacate: 8,4 km
- río Manchaguala: 8,4 km
- quebrada Guasma: 9,1 km
- quebrada Grande: 10,3 km
- quebrada La Pita: 14,3 km
- quebrada Las Tintas: 14,7 km

## Montañas cercanas
- Cerro del Gancho: 9,1 km
- cerro La Torre: 11,6 km
- cerro Buena Vista: 11,6 km
- cerro Machia: 14,3 km
- cerro Jilinco: 14,7 km

## Parque industrial
Green Valley Industrial Park (‘parque industrial valle verde’) es un asentamiento de varias empresas multinacionales que se instalaron desde 2005. Proviene de capital mixto (pakistaní, hondureño y estadounidense), tiene instaladas varias plantas.